# خالد بن أحمد القاسمي
خالد بن أحمد القاسمي كان حاكم الشارقة (إحدى إمارات الساحل المتصالح التي تشكل اليوم الإمارات العربية المتحدة)، محكم الشارقة من 1914–1924 ورأس الخيمة من 1914–1921. تولى الحكم بعد وفاة صقر بن خالد القاسمي. 
اتسم عهده بالاضطرابات وعدم الرضا، وتميزت بالصراعات الداخلية والاضطرابات العامة، مما أدى في النهاية إلى تفكك حكم القواسم المشترك على الشارقة ورأس الخيمة. عزل من منصب حاكم الشارقة عام 1924، ثم تولى الحكم في الذيد وكلباء التي اعترف بها البريطانيون كدولة متصالحة، وبرز كشخصية بارزة في الشمالية ( الساحل الشرقي لشبه الجزيرة).

## تولي الحكم
رشح صقر بن خالد القاسمي ابن عمه خالد بن أحمد خلفا له قبل وقت قصير من وفاته، حيث كان أبناؤه لا يزالون قاصرين.
كان من أولى أعمال خالد بن أحمد عندما أصبح حاكماً للشارقة هو تسوية مسألة الجزيرة الحمراء. موطن لحوالي 500 منزل من قبيلة زعاب (اسم عائلة الإماراتيين الزعابي مشتق من صيغة المفرد زعاب)، كانت الجزيرة الحمراء تعتبر عادة تابعة لرأس الخيمة (على الرغم من أنها كان في كثير من الأحيان غير راغب) وأكد خالد ذلك في التقسيم الرسمي للتبعيات بين الإمارتين.
في عام 1919، عين خالد بن أحمد شقيقه راشد بن أحمد واليًا على دبا، مما أدى إلى نزاع طويل حول الإقطاعية بعد خلع خالد من منصب حاكم الشارقة في عام 1924.

## خسارة رأس الخيمة
وتميز حكم خالد بن أحمد بعدد من التحديات، ليس أقلها خسارة رأس الخيمة كتبعية. لقد ورث وضعاً إشكالياً في رأس الخيمة، حيث أسس سالم بن سلطان القاسمي، الحاكم السابق للشارقة، ولفترة وجيزة، رأس الخيمة، استقلالاً فعلياً. تولى محمد، نجل سالم، منصب القيادة في رأس الخيمة بعد أن أصيب سالم بالشلل ثم تخلى في يوليو 1919 عن منصبه لصالح أخيه سلطان. توفي سليم في أغسطس 1919، وترك سلطان قائدًا مكانه.
كان البريطانيون مترددين في البداية في الاعتراف بسلطان بن سالم كشيخ متصالح (وبالتالي مستقل عن خالد بن أحمد) لأنهم اعتقدوا أن فترة ولايته ستكون قصيرة الأجل. ومع ذلك، في 7 يونيو 1921، أكده على هذا النحو من قبل المقيم السياسي البريطاني. كان عجز خالد في مواجهة هذا الفعل ملفتًا للنظر، كما كان أيضًا ضعفه في إدارة زعيم الحيرة المتمردة، عبدالرحمن بن محمد الشامسي.
في يونيو 1920، استولى عبد الرحمن على حصن عجمان ولم تتم إزالته إلا بعد شفاعة وكيل المقيمية البريطانية. حشد خالد بن أحمد قوة مع حميد بن عبد العزيز النعيمي من عجمان وهاجموا معًا عبد الرحمن في الحيرة. مرة أخرى، تدخل البريطانيون وتوصل إلى اتفاق يعترف بعبد الرحمن كأحد رعايا خالد ويلزمه بعدم التسبب في المزيد من المتاعب. وقد أزعج هذا الأمر حميد بن عبد العزيز أمير عجمان الذي لم يكسب منه شيئًا.
في أوائل عام 1922، وقع خالد، مع مشايخ الساحل المتصالح الآخرين، اتفاقية مع البريطانيين تقضي بمنح أي امتيازات نفطية فقط لمن تعينه الحكومة البريطانية. ومع ذلك، لم يتم التوقيع على مثل هذا الامتياز خلال فترة حكمه. كما أبرم أيضًا اتفاقية مع زعيم الحمرية لمنح المدينة الاستقلال، وقع عليها بحضور الوكيل المقيم البريطاني (مما أثار غضب المقيم السياسي في بوشهر) في 9 أغسطس 1923. واعتبر خليفة خالد الاتفاقية باطلة.

## عُزله من منصب حاكم الشارقة
سلطان بن صقر القاسمي، نجل صقر بن خالد، التمس من خالد إعادة الممتلكات والأموال التي استولى عليها خالد عند توليه السلطة، ولكن دون جدوى. غادر الشارقة بالمرارة عام 1921 واستقر في دبي.
وفي عام 1923 تزوج من ابنة عبدالرحمن بن محمد الشامسي. اعتبر خالد بن أحمد هذا بمثابة تحدي وتحرك مرة أخرى ضد عبد الرحمن في الحيرة، لكن عبد الرحمن ناشد وكيل الإقامة الذي تفاوض على السلام ووضع اثنين من رجاله لحراسة الحصن في الحيرة. ثم عين خالد واليا على الحيرة، الذي اعتقله عبد الرحمن. ثم تحرك خالد ضد الحيرة، التي استعد لها عبد الرحمن الآن للدفاع عنها ضد قوة مشتركة من الشارقة وعجمان. تبع ذلك تدخل بريطاني آخر وذهب عبد الرحمن إلى دبي للانضمام إلى صهره.
حتى الآن، كان لدى سكان الشارقة ما يكفي. لم يكن خالد يحظى بشعبية وكان يُنظر إليه على أنه ضعيف، بعد أن فقد رأس الخيمة واضطهد الحيرة. وقد استنكر تصرفاته تجاه سلطان، نجل الحاكم السابق، على نطاق واسع وكانت ضرائبه ورسومه مستاءة. في 1 نوفمبر 1924، رحب بسلطان بن صقر في الشارقة وخلع خالد في صراع قصير استمر 11 يومًا. لجأ خالد إلى دبي ثم أم القيوين.

## حاكم قلعة الذيد
على الرغم من عزله من منصب حاكم الشارقة، كان لخالد تأثير كبير على التبعيات الشرقية للشارقة، الذيد ودبا وكلباء. عند السيطرة على الشارقة، عزل سلطان بن صقر شقيق خالد راشد بن أحمد من منصب والي دبا. ومع ذلك، فقد أعيد في عام 1926 بعد أن قاد ثورة شعبية وظل واليًا حتى وفاته في عام 1937.
وفي يونيو 1927، تم التوصل إلى اتفاق بين سلطان بن صقر وخالد بن أحمد لتوفير رعاية أسرة الحاكم المخلوع. أدى هذا إلى التنازل عن قلعة الذيد وعائدات مدينة الواحة الداخلية لخالد بن أحمد. كان الذيد يدر في عام 1906 حوالي 228 تالر ماريا تريزا سنويًا من أسعار المياه، بالإضافة إلى الإيرادات من بيع التمور.
على الرغم من حصوله على موافقة سلطان بن صقر، بقي خالد في أم القيوين وأرسل بعض رجاله إلى الذيد لاحتلال ممتلكاته المكتسبة حديثًا حيث كان البدو الذين كانوا يحرسون حصن سلطان لا يزالون نشطين في المنطقة. وبدعم من شيوخ قبائل بني كعب ونعيم البدوية، الذين فضلوا أي مخطط من شأنه إضعاف الشارقة، اتفق على أن يكون حاكم رأس الخيمة، سلطان بن سالم القاسمي، في ملكية ذيد أون. عن خالد بن أحمد. لم يحظ هذا الترتيب بدعم كامل من سلطان بن سالم نفسه، الذي كان يخشى استعداء سلطان بن صقر ويعتقد أيضًا أن خالد بن أحمد سيمثل عبئًا ماليًا مستمرًا مع أمل ضئيل في أي عودة بخلاف الصراع.
أخيرًا استولى خالد بن أحمد على الذيد بالكامل في يوليو 1928.

## حاكم كلباء
في أبريل 1937، تزوج خالد بن أحمد من عائشة، ابنة الوالي السابق وحاكم كلباء الآن، الشيخ سعيد بن حمد القاسمي. اعترف بسعيد بن حمد كشيخ متصالح من قبل البريطانيين في عام 1936 مقابل موافقته على منح حقوق الهبوط لمهبط طائرات احتياطي لدعم مطار الخطوط الجوية الإمبراطورية في الشارقة. توفي سعيد بن حمد فجأة في نهاية أبريل 1937 أثناء زيارته خورفكان. كان حمد، نجل سعيد بن حمد، لا يزال قاصرًا، ولذلك تحركت عائشة بسرعة لتأسيس وصاية، وسافرت إلى كلباء وتنظيم دفاعات المدينة. عاش سعيد بن حمد في عجمان لسنوات عديدة وعهد إلى عبد اسمه باروت بإدارة كلباء نيابة عنه، وقد رتبت عائشة الآن لباروت لتولي منصب والي مرة أخرى. وأرسلت رسالة إلى خالد بن أحمد الذي كان في رأس الخيمة في ذلك الوقت.
تبع ذلك فترة من الاقتتال السياسي والمفاوضات المكثفة بين العديد من الأطراف المعنية. في يونيو 1937، اختار أعيان مدينة كلباء العبد باروت وصيًا على حمد البالغ من العمر 12 عامًا، لكن هذا الحل لم يقبله البريطانيون واختير خالد بن أحمد وصيًا على العرش. كان يُنظر إلى خالد بشكل متزايد على أنه شخصية مؤثرة وموحدة من قبل البدو وسكان الساحل الشرقي، لدرجة أن خصمه القديم، سلطان بن صقر من الشارقة، اضطر إلى طلب المساعدة من خالد بن أحمد في تهدئة الأمور. قبائل الداخل، وخاصة بني كتب، يدفعون لخالد 1500 روبية مقابل شفاعته. التاريخ الاجتماعي للإمارات المتصالحة.
حكم خالد الذيد وكلباء (فوض حكمه في كلباء إلى باروت واختار لنفسه العيش في الذيد والحيرة) حتى عام 1950، عندما كبر في السن وعجز عن القيام بدور آخر في الشؤون. توفي في ذلك العام.

## حياته الخاصة
تزوج من مهرة بنت محمد بن خليفة القاسمي وأنجب منها:
- صقر

تزوج من عائشة بنت علي بنت الهادفي الكتبي وأنحب منها:
- محمد
- فاطمة
- غاية
- علياء

تزوج من عائشة بنت سعيد بن حمد القاسمي وأنجب منها:
- موزة

تزوج من مريم بنت عبد الرحمن بن حسن المدفع وأنجب منها:
- عائشة